# Passage des Cloÿs
Passage des Cloÿs är en passage i Quartier des Grandes-Carrières i Paris artonde arrondissement. Gatans namn är av oklart ursprung. Passage des Cloÿs börjar vid Rue Marcadet 192 och slutar vid Rue Montcalm 16.

## Omgivningar
- Sainte-Geneviève des Grandes Carrières
- Saint-Jean de Montmartre
- Square Léon-Serpollet
- Square Raymond-Souplex
- Impasse des Cloÿs
- Rue des Cloÿs
- Rue Montcalm

## Bilder
| - Passage des Cloÿs. - Gatuskylt. - Sainte-Geneviève des Grandes Carrières. - Saint-Jean de Montmartre. - Impasse des Cloÿs. - Rue Montcalm. |

## Kommunikationer
- Tunnelbana – linje  – Lamarck – Caulaincourt
- Busshållplats Damrémont – Marcadet – Paris bussnät

### Webbkällor
- ”Passage des Cloÿs”. Mairie de Paris. https://web.archive.org/web/20150910071450/http://www.v2asp.paris.fr/commun/v2asp/v2/nomenclature_voies/Voieactu/2155.nom.htm. Läst 7 september 2023.
- ”Passage des Cloÿs (18ème arrondissement)”. Les rues de Paris. https://web.archive.org/web/20190502172459/http://www.parisrues.com/rues18/paris-18-passage-des-cloys.html. Läst 7 september 2023.